# 第二代薩默塞特公爵埃德蒙·博福特
埃德蒙·博福特（Edmund Beaufort, 2nd Duke of Somerset）（1406年—1455年5月22日），第二代薩默塞特公爵，為英國貴族、第一代萨默塞特伯爵约翰·博福特的兒子，亦是百年戰爭與玫瑰戰爭中的重要角色。

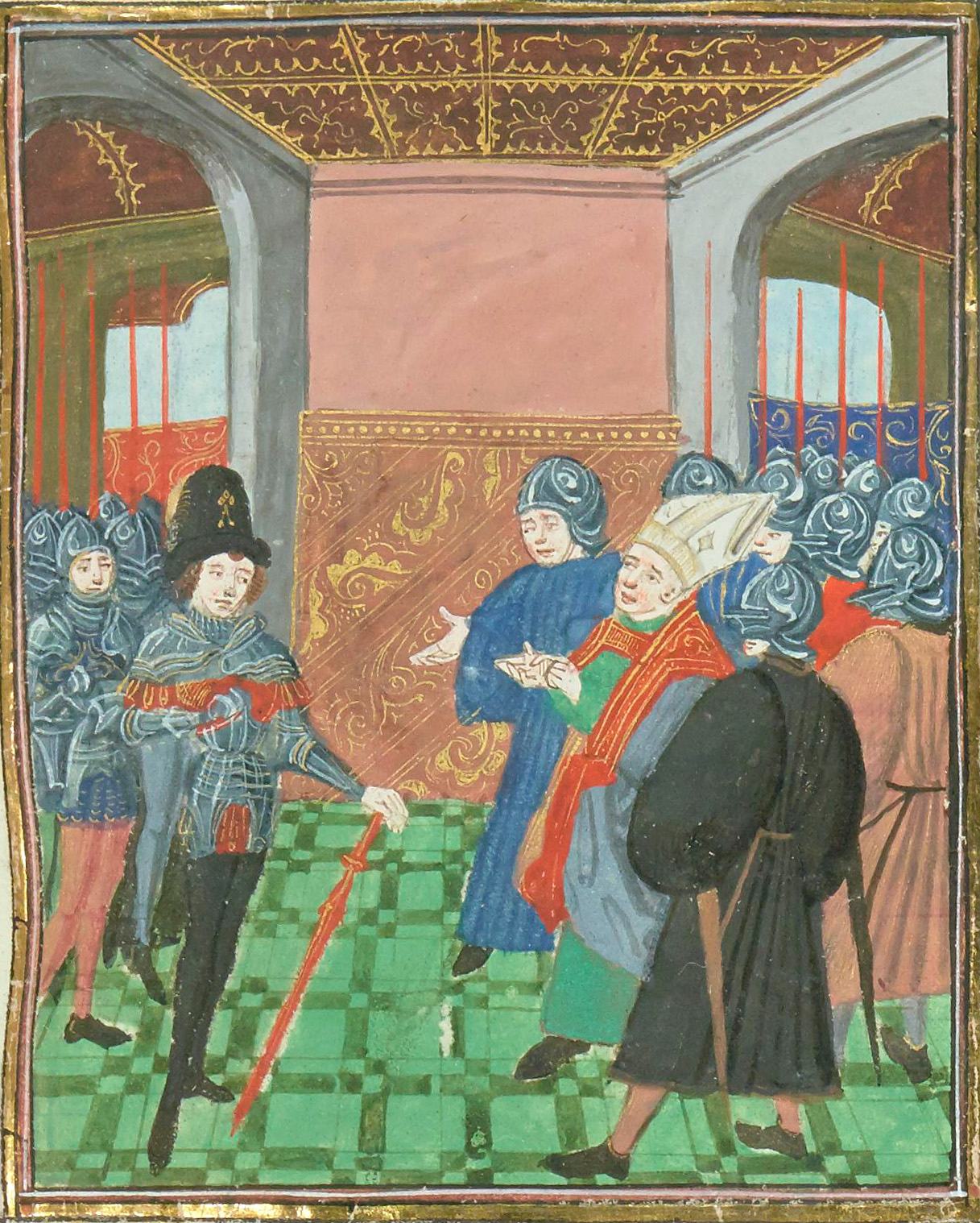
薩默塞特公爵（左）

## 戰前
蒲福和威廉·德拉波爾（William de la Pole）被指責在管理政府和指揮軍隊方面都十分無能。在亨利六世時期，英國在法國的所有據點及從前亨利五世所贏得的領土，幾乎喪失殆盡。亨利六世開始被視為無能昏庸的國王。而且，他還受到令人尷尬的間發性精神疾病的困擾。蘭開斯特國王的短暫的王朝已經被合法性的問題所持續困擾，而約克家族相信他們對王位有更強的繼承權。不斷增加的民眾不滿，眾多的封建貴族的私人軍隊，和亨利六世朝廷的腐敗使得內戰的政治氣候已經成熟。
當國王亨利在1453年開始遭受第一輪精神疾病時，攝政理事會建立了，由強大和受歡迎的約克家族的首領約克公爵理查·金雀花（Richard Plantagenet, Duke of York）任攝政王。理查很快更大膽的開始加強了他對王位的要求，他囚禁了蒲福，並在一系列和亨利的強力支持者（如諾森伯蘭伯爵）的小衝突中給予他的同盟者薩爾斯堡和沃裡克以支持。亨利在1455年的痊癒挫敗了理查的野心，約克公爵很快被亨利的王后安茹的瑪格丽特趕出朝廷。因為亨利是個無用的領袖，強力和上進的瑪格丽特王后成了蘭開斯特派系的實際領袖。瑪格丽特王后建立了針對理查的一個同盟並和其他貴族密謀削弱他的影響力。遭受到更多挫敗的理查最終付諸武力，在1455年在第一次聖亞班士城之役（First Battle of St Albans）中挑起爭端。

## 第一次聖亞班士城之役
1455年5月22日，國王亨利的蘭開斯特軍撤回聖亞班士城，在霍利韋爾丘和聖彼得斯道設置防衛工事以阻擋約克軍的攻勢，但蘭開斯特軍以為與1452年一樣雙方會停戰和談判，和平解決“事件”。然而約克軍絲毫沒有談判的意願，並發動攻擊，殺傷了不少貴族，包括白金漢公爵和國王本人。而埃德蒙則於一所房子內被殺死。

## 子女
埃德蒙與妻子埃莉諾·博尚共有3子2女：
1. 埃莉諾（英语：Eleanor Beaufort）（1431年—1501年）
2. 亨利（1436年—1464年）
3. 瑪格麗特（英语：Margaret Beaufort, Countess of Stafford）（1437年—1474年）
4. 埃德蒙（1438年—1471年）
5. 約翰（英语：John Beaufort, Marquess of Dorset）（1441年—1471年）